# Lasy Bierzwnickie
Lasy Bierzwnickie este o arie protejată (sit de importanță comunitară — SCI) din Polonia întinsă pe o suprafață de 8.792,3 ha, integral pe uscat.

## Localizare
Centrul sitului Lasy Bierzwnickie este situat la coordonatele 53°01′14″N 15°33′34″E / 53.0205°N 15.5595°E.

## Înființare
Situl Lasy Bierzwnickie a fost declarat sit de importanță comunitară în septembrie 2006 pentru a proteja 1 specie de plante și 10 specii de animale.

## Biodiversitate
Situată în ecoregiunea continentală, aria protejată conține 16 habitate naturale: Mlaștini oligotrofe degradate, capabile încă de regenerare naturală, Mlaștini turboase de tranziție și turbării mișcătoare, Mlaștini calcaroase cu Cladium mariscus și specii de Caricion davallianae, Ape puternic oligomezotrofe cu vegetație bentonică cu Chara spp., Lacuri eutrofice naturale cu vegetație de tip Magnopotamion sau Hydrocharition, Lacuri și iazuri distrofice naturale, Pajiști calcaroase din nisipuri xerice, Pajiști cu Molinia pe soluri calcaroase, turboase sau argilos-nămoloase (Molinion caeruleae), Liziere de ierburi înalte hidrofile de câmpie și de nivel montan până la alpin, Fânețe de joasă altitudine (Alopecurus pratensis, Sanguisorba officinalis), Mlaștini alcaline, Păduri de fag Luzulo-Fagetum, Păduri de fag Asperulo-Fagetum, Păduri de stejar sau de stejar și carpen sub-atlantice și medio-europene de Carpinion betuli, Mlaștini împădurite, Păduri aluvionare cu Alnus glutinosa și Fraxinus excelsior (Alno-Padion, Alnion incanae, Salicion albae).
La baza desemnării sitului se află mai multe specii protejate:
- plante (1): papucul doamnei (Cypripedium calceolus)
- amfibieni (2): buhai de baltă cu burta roșie (Bombina bombina), triton cu creastă (Triturus cristatus)
- mamifere (1): vidră de râu (Lutra lutra)
- nevertebrate (4): rădașcă (Lucanus cervus), fluturele purpuriu (Lycaena dispar), Osmoderma eremita, Vertigo moulinsiana
- pești (2): zvârluga (Cobitis taenia), țipar (Misgurnus fossilis)
- reptile (1): țestoasa de baltă (Emys orbicularis)